# Lorena Wiebes
Lorena Wiebes, née le 17 mars 1999 à Mijdrecht, est une coureuse cycliste professionnelle néerlandaise. Elle finit à la première place mondiale au classement UCI en 2019 à l'âge de 20 ans, elle remporte cette année-là quinze victoires. Elle est considérée comme une pure sprinteuse.

## Biographie

### Jeunesse
Née dans une famille sportive, Lorena Wiebes commença enfant par sept années de gymnastique acrobatique, elle a découvert le cyclisme grâce à son père qui a couru en amateurs sur la route et l'a persuadée de faire du cyclo-cross à l'âge de neuf ans. Elle a hésité trois ans avant d'essayer le cyclisme sur route et ses premières courses sur le bitume ne se sont pas bien passées, elle détestait rouler au milieu du peloton, ça l'a bloquée pendant des années, elle est revenue au cyclo-cross où elle s'est épanouie au niveau national dans son adolescence. Mais le déclic va venir quand même de la course sur route en 2016, elle décida de réessayer la discipline phare du cyclisme et se qualifia pour les championnats néerlandais en gagnant plusieurs courses aux sprints en Belgique et aux Pays-Bas, elle remporta le titre national néerlandais juniors de la même façon.

### Révélation (2017-2018)
En 2017, elle devient championne d'Europe juniors sur route en se montrant la plus rapide lors du sprint massif. De plus, elle a remporté trois étapes et le classement général de l'épreuve juniors Healthy Ageing Tour.
En 2018, pour sa première année professionnelle, elle confirme immédiatement en gagnant au sprint trois courses UCI. Elle est aussi quatrième des Trois Jours de La Panne, une course World Tour,. Cette saison pleine est récompensée par une quatorzième place au classement UCI.

### Numéro une mondiale à l'âge de 20 ans (2019)
L'année suivante est de nouvelle fois celle de la confirmation. Elle s'affirme comme une des toutes meilleures sprinteuses du peloton. Elle est deuxième de Trois Jours de La Panne puis de Gand-Wevelgem, battue les deux fois seulement par Kirsten Wild. Au Tour de l'île de Chongming, elle gagne toutes les étapes et le classement général. Fin juin, elle gagne la course en ligne des Jeux européens avant de s'adjuger le titre national des Pays-Bas devant Marianne Vos. Début août, elle s'impose sur la RideLondon-Classique, la course la mieux dotée au monde, après un nouveau duel avec Kirsten Wild  qui se solde par le déclassement de cette dernière,. Au Boels Ladies Tour, elle remporte les première et deuxième étapes au sprint. Elle termine l'épreuve à la deuxième place. Au total, elle remporte 15 victoires en 2019 et termine l'année numéro une mondiale. Elle obtient ses résultats malgré le peu de soutien de l'équipe Parkhotel, qui se concentre sur la promotion des jeunes talents. Avec un effectif peu fourni, elle n'a donc pas réussi à défendre son avance dans diverses courses par étapes. En décembre, elle s'illustre sur piste en devenant championne des Pays-Bas du scratch.

### Changement d'équipe (2020)
Durant l'intersaison 2019-2020, fortement courtisée par les grandes équipes, elle souhaite changer de formation alors que son contrat avec Parkhotel court jusqu'en 2021. Le management de cette dernière équipe est en désaccord avec ce choix. Wiebes menace de ne participer à aucune course en 2020. La direction de Parkhotel poursuit ensuite Wiebes devant un tribunal d'État et l'Union cycliste internationale confirme que la cycliste n'est pas autorisé à signer avec une autre équipe en raison du contrat actuel. Début 2020, l'équipe et Wiebes annoncent avoir convenu que Wiebes continuerait à courir pour Parkhotel lors de la première partie de saison. Le 1er juin 2020, elle signe avec Sunweb jusqu'en 2024,.
Sur le plan sportif, elle remporte l'Omloop van het Hageland en début de saison. Lors de Gand-Wevelgem, aucune coureuse de l'équipe n'est présente dans le groupe de onze à l'avant et la formation se met à chasser. Elle réduit l'écart à quinze secondes à sept kilomètres de l'arrivée, mais ne rentre jamais. Lorena Wiebes gagne le sprint du peloton et se classe ainsi onzième. Aux Trois Jours de La Panne, la course est marquée par de nombreuses bordures. Elisa Longo Borghini lance le sprint. Jolien D'Hoore la passe suivie de près par Lorena Wiebes. La première tasse sur les barrières la seconde et passe la ligne en vainqueur. Le jury la déclasse néanmoins pour ce geste.

### Tour de Drenthe (2021)

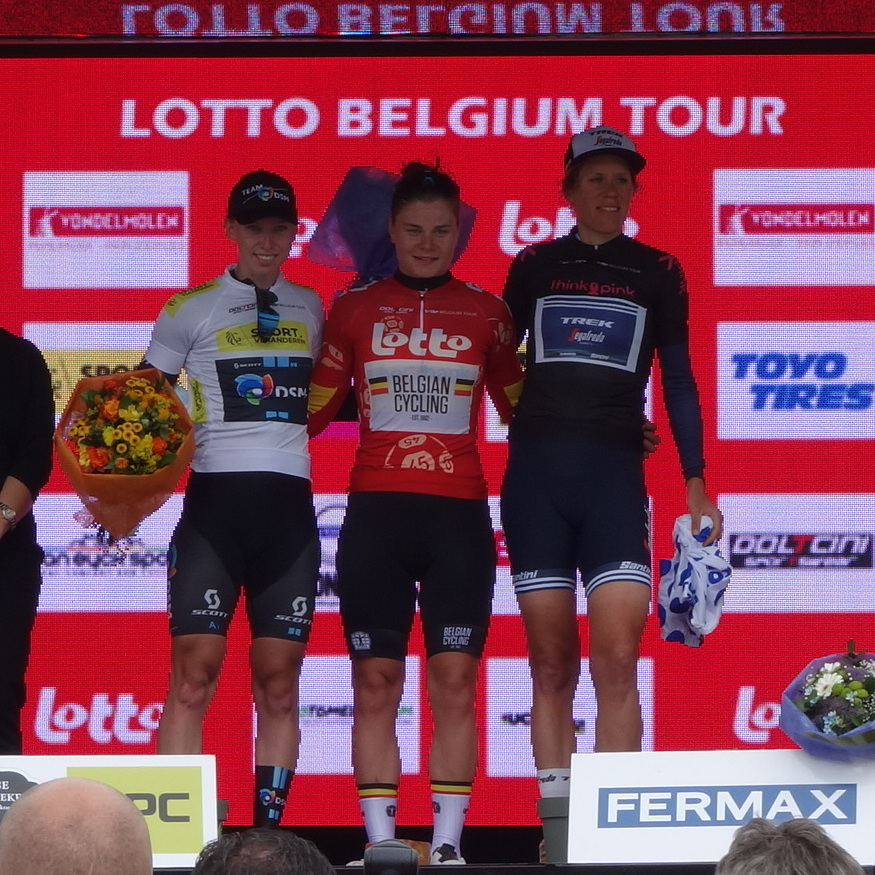
Ici à gauche au Tour de Belgique

Au Festival Elsy Jacobs, Lorena Wiebes remporte le prologue. Elle remporte deux étapes du Tour de Thuringe au sprint, tout comme Dwars door de Westhoek.
Au Tour de Belgique, Lorena Wiebes gagne le sprint de la première étape devant Jolien D'Hoore. Le lendemain, Alena Amialiusik sort seule et va s'imposer. Lorena Wiebes règle le groupe de quatre poursuivantes et prend la tête du classement général. Dans l'ultime étape, Lorena Wiebes chute à deux kilomètres et demi de l'arrivée et perd ainsi sa tunique. Elle est finalement troisième de l'épreuve.
Elle gagne deux étapes du Tour d'Italie, puis deux également au Women's Tour. Lors du Tour de Drenthe, dans la dernière ascension, Elise Chabbey accélère avec Floortje Mackaij et Elena Cecchini dans la roue. Leur avance est faible au sommet. Derrière, le groupe de poursuite est constitué de : Lorena Wiebes, Franziska Koch et Pfeiffer Georgi, toutes trois de l'équipe DSM, et Eleonora Gasparrini. Floortje Mackaij, également de la DSM, décide logiquement de se relever et les deux groupes fusionnent. Avec quatre membres de la DSM pour sept coureuses, la sprinteuse Lorena Wiebes est en position idéale. Emmenée par Floortje Mackaij dans la dernière ligne droite, elle s'impose facilement.

### 23 victoires dont deux étapes du Tour de France et le Championnat d'Europe (2022)

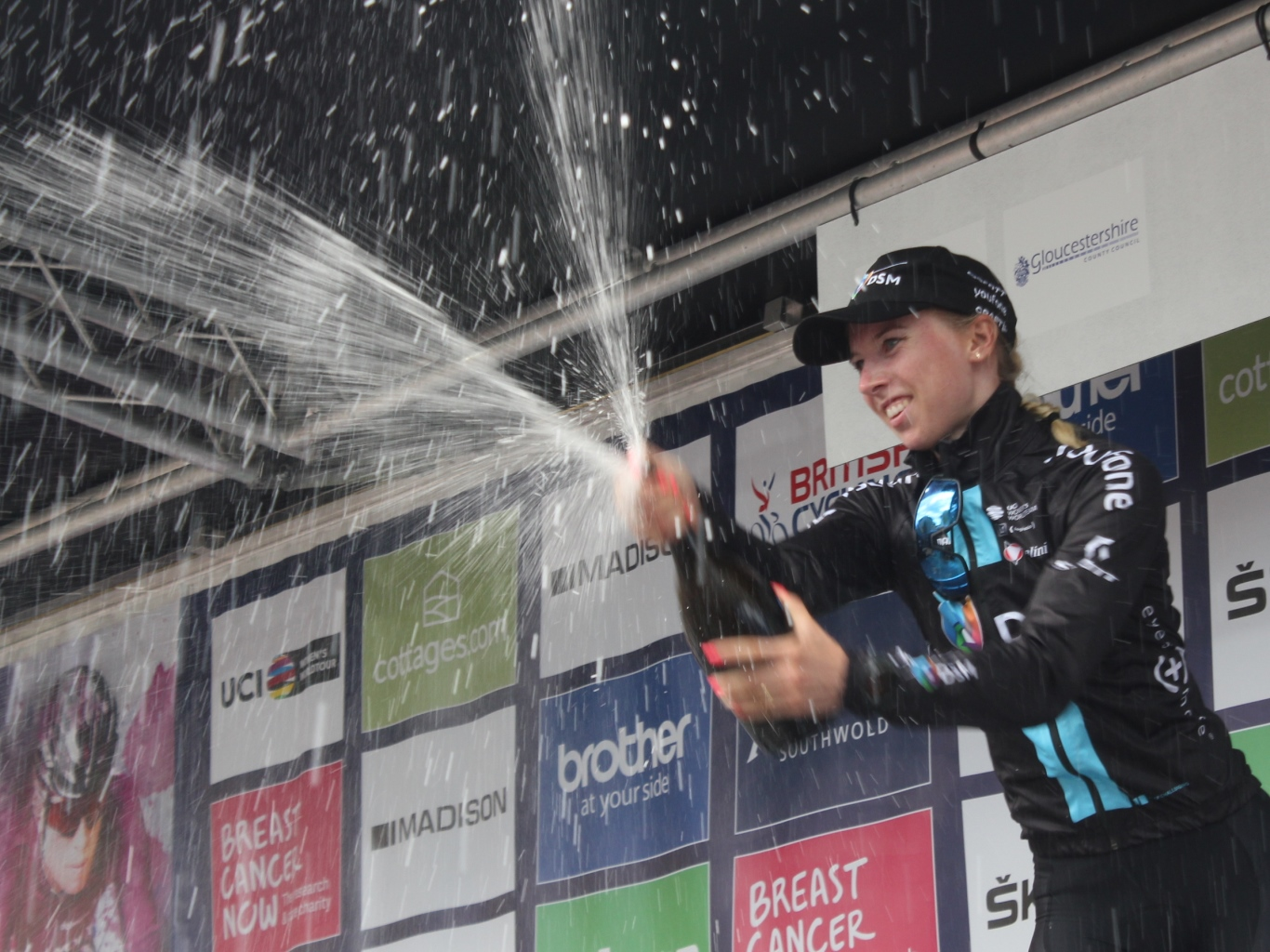
Lorena Wiebes au Women's Tour

Au Tour de Drenthe, elle est victime d'une crevaison peu avant la dernière ascension du VAM. Dans celle-ci, dix coureuses sortent. Derrière, le groupe de chasse est constitué de douze athlètes. Pfeiffer Georgi provoque le regroupement. Lorena Wiebes lance le sprint dans la roue d'Elisa Balsamo. La Néerlandaise s'impose devant l'Italienne. Elle gagne aussi le GP Oetingen, la Nokere Koerse et le Grand Prix de l'Escaut au sprint. À la RideLondon-Classique, Lorena Wiebes remportent les trois étapes au sprint et le classement général,,. Au Women's Tour, elle gagne les deuxième et troisième étapes au sprint,. Elle récidive sur la dernière étape. À la Baloise Ladies Tour, elle gagne quatre étapes et est deuxième du classement général derrière Ellen van Dijk.
Le 23 juillet 2022, elle remporte au sprint la 1re étape du Tour de France Femmes à Paris sur les Champs-Élysées et endosse le maillot jaune. Elle s'impose à nouveau au sprint lors de la 5e étape avant d'abandonner lors de la 7e étape. Un mois plus tard, elle devient championne d'Europe sur route, en s'imposant au sprint devant les Italiennes Elisa Balsamo et Rachele Barbieri. Elle gagne enfin deux étapes au Simac Ladies Tour. Elle conclut la saison à la deuxième place du classement UCI. Sur piste, elle décroche fin décembre quatre titres nationaux en décembre : omnium, scratch, américaine et élimination.

### 2023

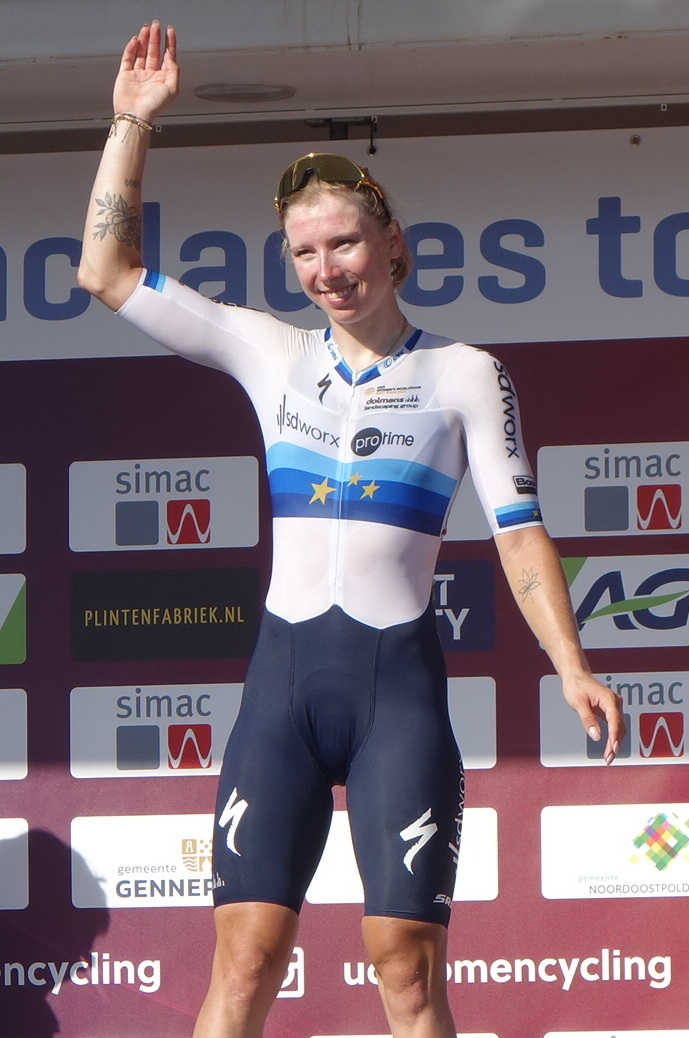
Lorena Wiebes au Simac Ladies Tour

Elle commence la saison par une victoire au sprint à l'Omloop van het Hageland. Elle remporte pour la deuxième fois le Tour de Drenthe avec plusieurs vélos d'avance. À la Classic Bruges-La Panne, dix coureuses dont Lorena Wiebes sortent. La formation DSM attaque dans les dix derniers kilomètres et Pfeiffer Georgi s'isole. Derrière, Elisa Balsamo devance Lorena Wiebes au sprint. Elle gagne le Grand Prix de l'Escaut. 
Au Tour de Burgos, Lorena Wiebes gagne le sprint de la première étape. Elle récidive le lendemain, mais est déclassée à cause d'un coup d'épaule sur Chloe Dygert. Elle gagne le lendemain. Elle lève les bras au Tour de Thuringe.
Au Tour d'Italie, Lorena Wiebes gagne le sprint de la troisième étape. Elle est deuxième de la sixième étape, pourtant montagneuse. Elle est la plus rapide sur la troisième étape du Tour de France. 
Au Tour de Scandinavie, Lorena Wiebes remporte les première et troisième étapes au sprint,. Elle prend la deuxième place de la dernière étape. Aux championnats d'Europe sur route, Lorena Wiebes est deuxième. Elle est quatrième mondiale. Sur piste, elle décroche fin décembre trois nouveaux titres nationaux en décembre : scratch, américaine et élimination.

### Gand-Wevelgem et championne d'Europe (2024)

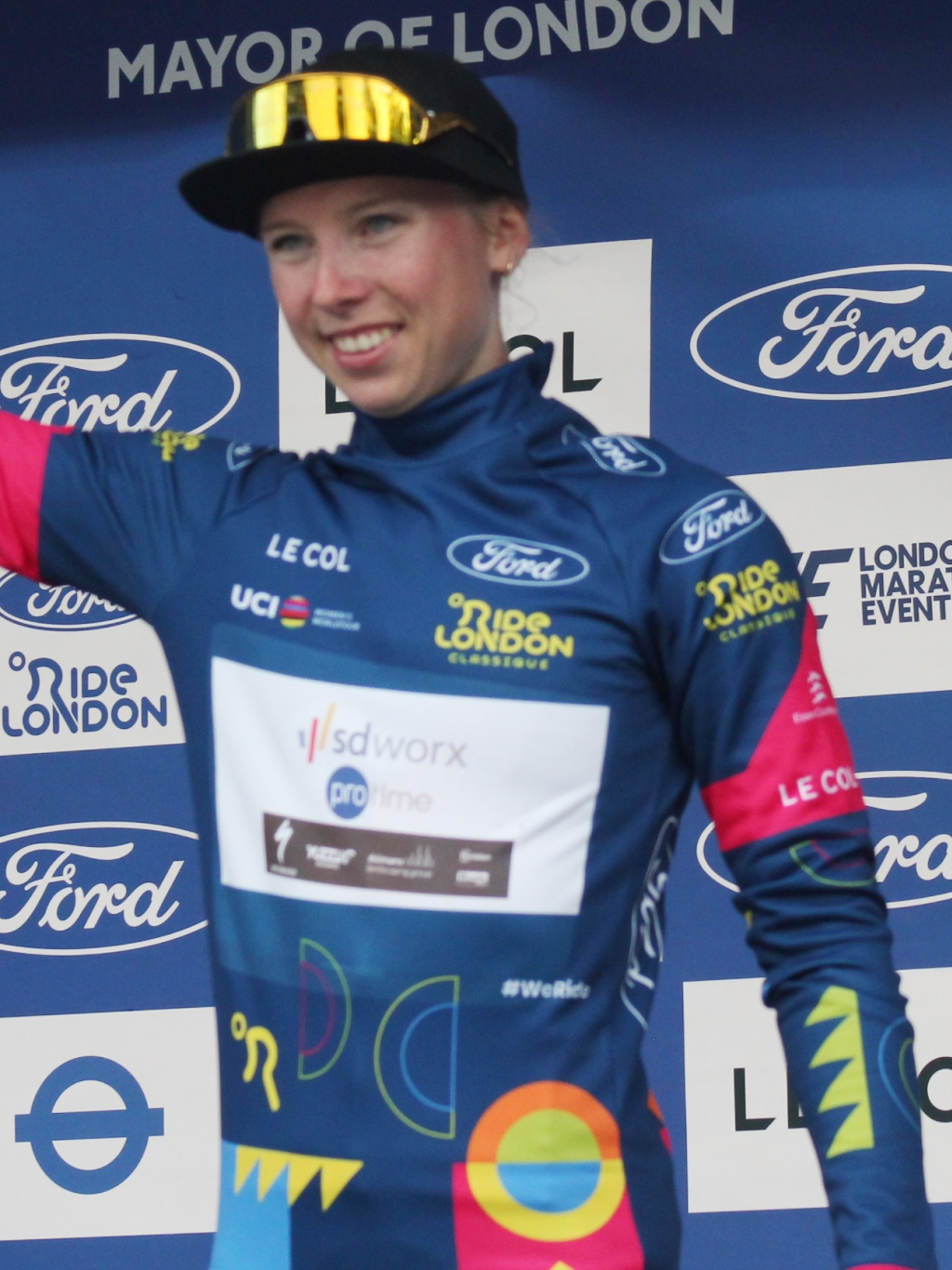
Lorena Wiebes à la RideLondon-Classique

Au Tour des Émirats arabes unis, Lorena Wiebes remporte les deux premières étapes au sprint,. Au Tour de Drenthe, Lorena Wiebes suit l'attaque de Puck Pieterse dans l'avant-dernière ascension du Vamberg. Ce groupe est repris ensuite. Au sprint, elle est emmenée par Majerus et s'impose. Elle est deuxième de la Nokere Koerse derrière sa coéquipière Lotte Kopecky. À Gand-Wevelgem, elle s'impose sur le fil au sprint devant Elisa Balsamo après avoir été dans les trois meilleures sur les pentes du mont Kemmel. Elle remporte pour la quatrième fois d'affilée le Grand Prix de l'Escaut. À l'Amstel Gold Race, la formation contrôle la course qui se termine au sprint. Lorena Wiebes se réjouit trop vite et se fait dépasser par Marianne Vos dans les derniers mètres,. Elle gagne au sprint une étape du Tour de Burgos. 
À la RideLondon-Classique, Lorena Wiebes remporte les trois étapes au sprint et s'adjuge logiquement à la fois les classements général et à points. Elle gagne une étape du Tour de Grande-Bretagne. Elle domine le Baloise Ladies Tour en gagnant toutes les étapes et le classement général. Son Tour de France se révèle par contre décevant. Elle connait un problème mécanique lors de l'arrivée de la première étape, le lendemain elle est battue à la pédale par Charlotte Kool.
Elle remporte le championnat d'Europe sur route. En octobre, elle gagne trois étapes Simac Ladies Tour, puis participe à ses premiers mondiaux sur piste.

### Milan-San Remo et doublé sur Gand-Wevelgem (2025)
Elle commence l'année 2025 en février par trois victoires d'étape au Tour des Émirats arabes unis qui en comporte quatre et remporte le classement par points de cette course. Le 4 mars, elle gagne Le Samyn des Dames à Dour. Après un abandon aux Strade Bianche, elle remporte Milan-San Remo, une nouvelle compétition du calendrier de l'UCI World Tour féminin, bénéficiant d'un gros travail de sa coéquipière Lotte Kopecky pour revenir in extremis sur Elisa Longo Borghini.
Le 30 mars, elle gagne Gand-Wevelgem pour la deuxième fois, sa 100e victoire professionnelle.

## Palmarès sur route

### Junior
- 2016
  -  Championne des Pays-Bas sur route juniors
- 2017
  -  Championne d'Europe sur route juniors
  - Healthy Ageing Tour juniors : 
    - Classement général
    - 2e, 3e et 4e étapes

  - Trofeo Alfredo Binda juniors
  - 3e étape de Omloop van Borsele juniors
  - GP Tineke Van Heule juniors
  - 3e du Gand-Wevelgem juniors
  - 3e du championnat des Pays-Bas sur route juniors

### Professionnelle
| - 2018 - 7-Dorpenomloop van Aalburg - Omloop van de IJsseldelta - GP Sofie Goos - 2ea étape du BeNe Ladies Tour - 2e de l'Omloop van de Westhoek - 2e du Circuit de Borsele - 2e du Dwars door de Westhoek - 3e du Trofee Maarten Wynants - 3e de la Flanders Ladies Classic-Sofie De Vuyst - 3e de la Veenendaal-Veenendaal Classic - 3e du Grand Prix Bruno Beghelli - 4e des Trois Jours de La Panne - 9e du championnat d'Europe sur route - 2019 - Médaillée d'or de la course en ligne aux Jeux européens - Championne des Pays-Bas sur route - Nokere Koerse - Circuit de Borsele - 1re étape du Tour de Yorkshire - Tour de l'île de Chongming : - Classement général - 1re, 2e et 3e étapes - Diamond Tour - 3e étape du BeNe Ladies Tour - RideLondon-Classique - 1re étape du Tour de Norvège - 1re et 2e étapes du Boels Ladies Tour - 2e des Trois Jours de La Panne - 2e de Gand-Wevelgem - 2e de Dwars door de Westhoek - 2e du Boels Ladies Tour - 2e du Grand Prix Bruno Beghelli - 3e de la course en ligne de l'Open de Suède Vårgårda - 4e du championnat d'Europe sur route - 5e du Tour de Norvège - 2020 - Omloop van het Hageland - Grote Prijs Euromat - Trois Jours de La Panne - 1re étape de La Madrid Challenge by La Vuelta - 3e de La Madrid Challenge by La Vuelta - 2021 - Grand Prix de l'Escaut - Prologue du Festival Elsy Jacobs - 2e et 6e étapes du Tour de Thuringe - GP Eco-Struct - Dwars door de Westhoek - Diamond Tour - 1re étape du Tour de Belgique - 5e et 8e étapes du Tour d'Italie - 4e et 5e étapes du Women's Tour - Tour de Drenthe - 3e d'À travers le Hageland - 3e du Tour de Belgique - 2022 - Championne d'Europe sur route - GP Oetingen - Tour de Drenthe - Nokere Koerse voor Dames - Grand Prix de l'Escaut - RideLondon-Classique : - Classement général - 1re, 2e et 3e étapes - 2e, 3e et 6e étapes du Women's Tour - 1re, 2e, 3e (a) et 4e étapes du Baloise Ladies Tour - 1re et 5e étapes du Tour de France - Simac Ladies Tour : - Classement général - 1re et 2e étapes - 2e étape du Tour de la Semois - Binche-Chimay-Binche - 2e de la Classic Bruges-La Panne - 2e du Baloise Ladies Tour - 3e du Circuit Het Nieuwsblad - 3e du Grand Prix Eco-Struct - 3e du championnat des Pays-Bas sur route - 3e du contre-la-montre par équipes de l'Open de Suède Vårgårda - 4e de la course en ligne de l'Open de Suède Vårgårda | - 2023 - 2e étape du Tour des Émirats arabes unis - Omloop van het Hageland - Tour de Drenthe - Grand Prix de l'Escaut - 1re et 3e étapes du Tour de Burgos - 1re (contre-la-montre par équipes) et 5e étapes du Tour de Thuringe - 3e étape du Tour d'Italie - 3e étape du Tour de France - 1re et 3e étapes du Tour de Scandinavie - 5e étape du Simac Ladies Tour - Médaillée d'argent du championnat d'Europe sur route - 2e du Circuit Het Nieuwsblad - 2e de Nokere Koerse voor Dames - 2e du Tour de Thuringe - 2e du championnat des Pays-Bas sur route - 2e du Simac Ladies Tour - 3e de la Classic Bruges-La Panne - 2024 - Championne d'Europe sur route - 1re et 2e étapes du Tour des Émirats arabes unis - GP Oetingen - Tour de Drenthe - Gand-Wevelgem - Grand Prix de l'Escaut - 3e étape du Tour de Burgos - RideLondon-Classique : - Classement général - 1re, 2e et 3e étapes - 3e étape du Tour de Grande-Bretagne - Baloise Ladies Tour : - Classement général - Prologue, 1re, 3e, 4e (contre-la-montre) et 5e étapes - 2e, 3e et 5e étapes du Simac Ladies Tour - 2e de la Nokere Koerse voor Dames - 2e de l'Amstel Gold Race - 4e du Simac Ladies Tour - 7e de Paris-Roubaix - 9e du Circuit Het Nieuwsblad - 10e du Tour de Grande-Bretagne - 2025 - Championne des Pays-Bas sur route - 1re, 2e et 4e étapes du Tour des Émirats arabes unis - Le Samyn des Dames - Milan-San Remo - Classic Bruges-La Panne - Gand-Wevelgem - 1re étape du Tour de Burgos - 4e étape du Tour de Grande-Bretagne - À travers le Hageland - Copenhagen Sprint - 3e et 5e étapes du Tour d'Italie - 3e et 4e étapes du Tour de France - 3e de Paris-Roubaix - 5e du Circuit Het Nieuwsblad - 6e de l'Amstel Gold Race |  |

### Résultats sur les grands tours

#### Tour d'Italie
4 participations :
- 2021 : 48e, vainqueure des 5e et 8e étapes
- 2023 : non-partante (7e étape), vainqueure de la 3e étape
- 2025 : 61e,  vainqueure du classement par points et des 3e et 5e étapes

#### Tour de France
3 participations :
- 2022 : abandon (7e étape), vainqueure de la 1re et de la 5e étapes,  maillot jaune pendant 1 jour.
- 2023 : abandon (5e étape), vainqueure de la 3e étape
- 2024 : 62e
- 2025 : 57e, vainqueure des 3e et 4e étapes,  vainqueur du classement par points

### Classements mondiaux
| Année                                 | 2018 | 2019 | 2020 | 2021 | 2022 | 2023 | 2024 |
| ------------------------------------- | ---- | ---- | ---- | ---- | ---- | ---- | ---- |
| Classement UCI                        | 14e  | 1re  | 12e  | 20e  | 2e   | 4e   | 4e   |
| UCI World Tour                        | 61e  | 3e   | 11e  | 23e  | 4e   | 6e   | 4e   |
|                                       |      |      |      |      |      |      |      |
| Légende : nc = non classéSource : UCI |      |      |      |      |      |      |      |

## Palmarès sur piste

### Championnats du monde
| Édition / Épreuve | Scratch |
| Ballerup 2024     | Or      |

### Championnats d'Europe
| Édition / Épreuve   | Scratch | Omnium |
| Heusden-Zolder 2025 | Argent  | Or     |

### Championnats nationaux
- 2016
  -  Championne des Pays-Bas du scratch juniors
  - 2e de la vitesse juniors
  - 3e du 500 mètres juniors
- 2017
  - 3e du scratch
- 2018
  - 2e de l'omnium
  - 3e du scratch
- 2019
  -  Championne des Pays-Bas du scratch
  - 3e du keirin
- 2021
  - 3e de l'américaine (avec Marit Raaijmakers)
- 2022
  -  Championne des Pays-Bas de l'américaine (avec Marit Raaijmakers)
  -  Championne des Pays-Bas du scratch
  -  Championne des Pays-Bas d'omnium
  -  Championne des Pays-Bas de course à élimination
- 2023
  -  Championne des Pays-Bas de l'américaine (avec Marit Raaijmakers)
  -  Championne des Pays-Bas du scratch
  -  Championne des Pays-Bas de course à élimination
  - 3e de la course aux points
- 2024
  -  Championne des Pays-Bas de course aux points
  -  Championne des Pays-Bas de l'américaine (avec Marit Raaijmakers)
  -  Championne des Pays-Bas du scratch
  -  Championne des Pays-Bas d'omnium

## Palmarès en gravel
- 2023
  -  Championne d'Europe de gravel
- 2024
  -  Médaillée de bronze du championnat du monde de gravel

## Distinctions
- Cycliste espoir néerlandais de l'année : 2019

## Vie privée
En 2020, Lorena Wiebes parle de son grand frère Enrico, six années de plus qu'elle dans les tabloïds néerlandais, dépendant de la cocaïne pendant plusieurs années, il s'en est sorti grâce à une cure réussie et s'est même remis à jouer au football en amateurs, sa grande passion.  Elle dit à ce sujet : « Ma famille et moi étions inquiets, j'étais en route vers les sommets et mon frère était dans la vallée, je suis fière de ce qu'il a accompli »,.